# Myrmecomelix
Myrmecomelix is een geslacht van spinnen uit de familie hangmatspinnen (Linyphiidae). 

## Soorten
De volgende soorten zijn bij het geslacht ingedeeld:
- Myrmecomelix leucippus Miller, 2007
- Myrmecomelix pulcher (Millidge, 1991)